# Dág
Dág es un pueblo húngaro perteneciente al distrito de Esztergom, condado de Komárom-Esztergom.

## Superficie
Cuenta con una superficie de 11,89 km².

## Demografía
Hasta 2024 la población era de 913 habitantes, con una densidad de población de 76,78 hab/km².
| Gráfica de evolución demográfica de Dág entre 2020 y 2024 |
|                                                           |
| Datos según la Oficina Central de Estadística de Hungría. |